# Mecistogaster
Mecistogaster – rodzaj ważek z rodziny łątkowatych (Coenagrionidae). Obejmuje gatunki występujące w krainie neotropikalnej – od Meksyku po północną Argentynę.

## Systematyka
Rodzaj Mecistogaster utworzył w 1842 roku Jules Pierre Rambur. Zaliczył do niego 12 gatunków (w większości nowo przez siebie opisanych), ale obecnie tylko 3 z nich mają status gatunków (M. linearis, M. lucretia i M. ornata), pozostałe traktowane są jako podgatunki bądź synonimy. Rambur zaliczył rodzaj do rodziny Agrionides (inna nazwa – Agrionidae; obecnie obie te nazwy traktowane są jako młodsze synonimy Calopterygidae). Później rodzaj ten umieszczano w Pseudostigmatidae. W 2013 roku Klaas-Douwe B. Dijkstra i współpracownicy w oparciu o badania filogenetyczne obniżyli status Pseudostigmatidae do rangi podrodziny (Pseudostigmatinae) w obrębie rodziny łątkowatych (Coenagrionidae). Obecnie (2025) do rodzaju zaliczanych jest 9 gatunków.

### Podział systematyczny
Do rodzaju należą następujące gatunki:
- Mecistogaster amalia (Burmeister, 1839)
- Mecistogaster amazonica Sjöstedt, 1918
- Mecistogaster kesselringi Soldati & Machado, 2019
- Mecistogaster linearis (Fabricius, 1777)
- Mecistogaster lucretia (Drury, 1773)
- Mecistogaster mielkei Soldati & Machado, 2019
- Mecistogaster modesta Selys, 1860
- Mecistogaster nordestina Soldati & Machado, 2019
- Mecistogaster ornata Rambur, 1842